# Valencia de la Encomienda
Valencia de la Encomienda es una entidad de población española del municipio de Valdelosa, perteneciente a la provincia de Salamanca, en la comunidad autónoma de Castilla y León.

## Historia
Hacia mediados del siglo XIX, el lugar, una alquería ya por entonces perteneciente al municipio de Valdelosa, tenía contabilizada una población de 15 habitantes. Aparece descrito en el decimoquinto volumen del Diccionario geográfico-estadístico-histórico de España y sus posesiones de Ultramar de Pascual Madoz con las siguientes palabras:

VALENCIA DE LA ENCOMIENDA: alq. en la prov. de Salamanca, part. jud. de Ledesma, térm. municipal de Valdelosa. pobl.: 2 vec., 15 almas.
(Madoz, 1849, p. 454)

En 2023, la entidad singular de población de Valencia de la Encomienda tenía empadronados 12 habitantes, todos ellos en diseminado.